# Sarni
Sarni är en stad i den indiska delstaten Madhya Pradesh, och tillhör distriktet Betul. Folkmängden uppgick till 86 141 invånare vid folkräkningen 2011.